# پایک

پایک یکی از اجزای ساختمانی گل است.

پایک (به انگلیسی: Pedicel) در گیاه‌شناسی به اولین میانگرهٔ شاخه در زیر نهنج، گفته می‌شود. دومین میانگره در زیر یک گل منفرد ممکن است دمگل نامیده شود. به عبارتی دیگر یک قسمت از ساقه یا شاخه که تعدادی پایک را نگاهداری می‌کند دمگل نامیده می‌شود.

## نگارخانه

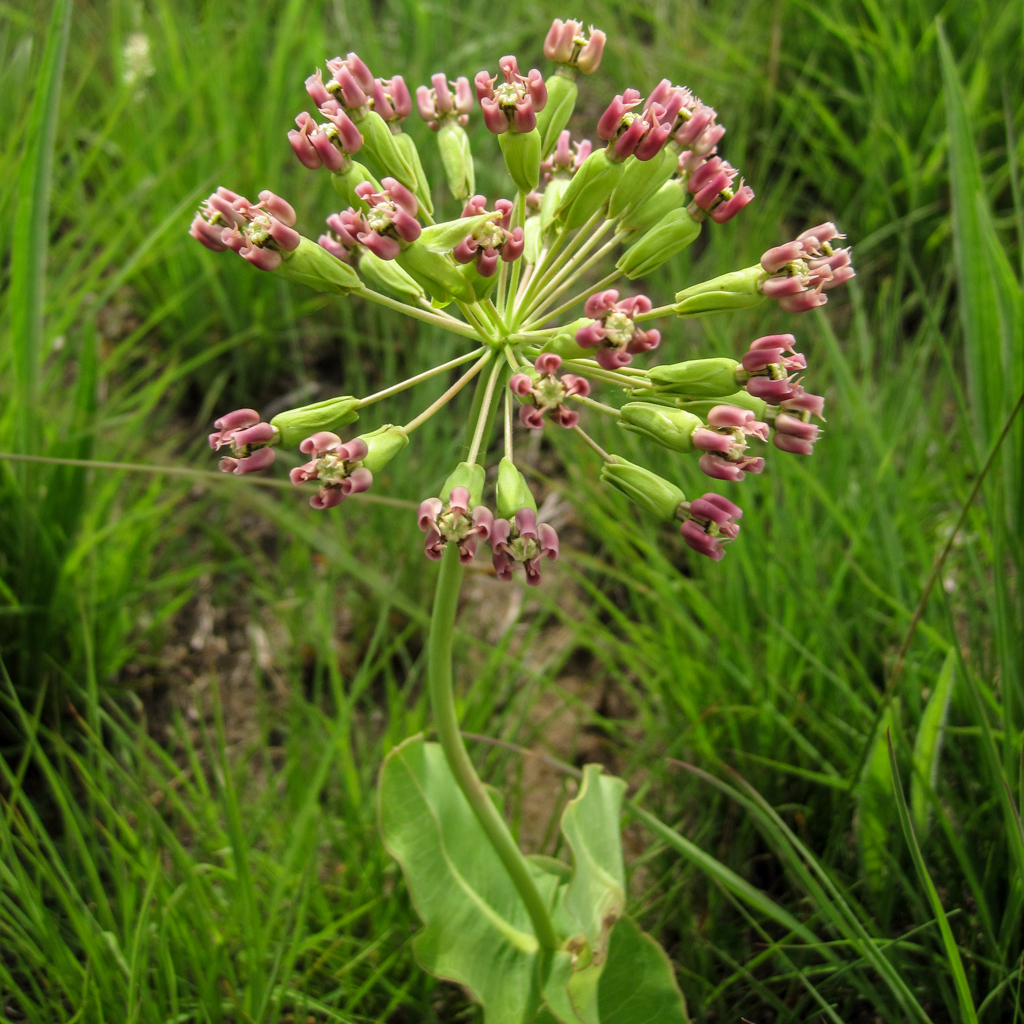
پایک‌های بلند علف شیرها با یک تک دمگل
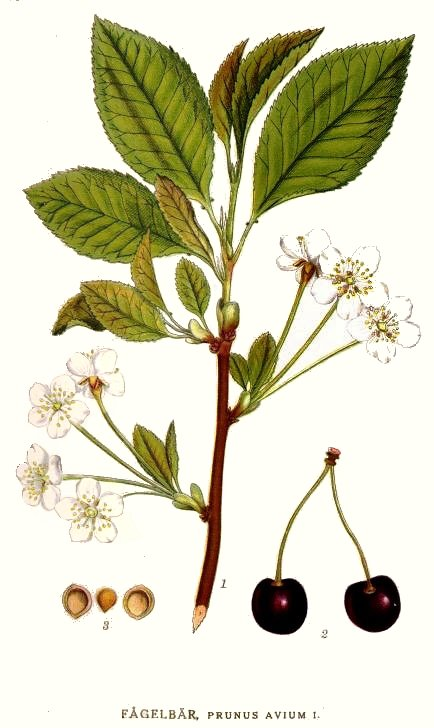
پایک‌ها در میوه و گل‌های گیلاس
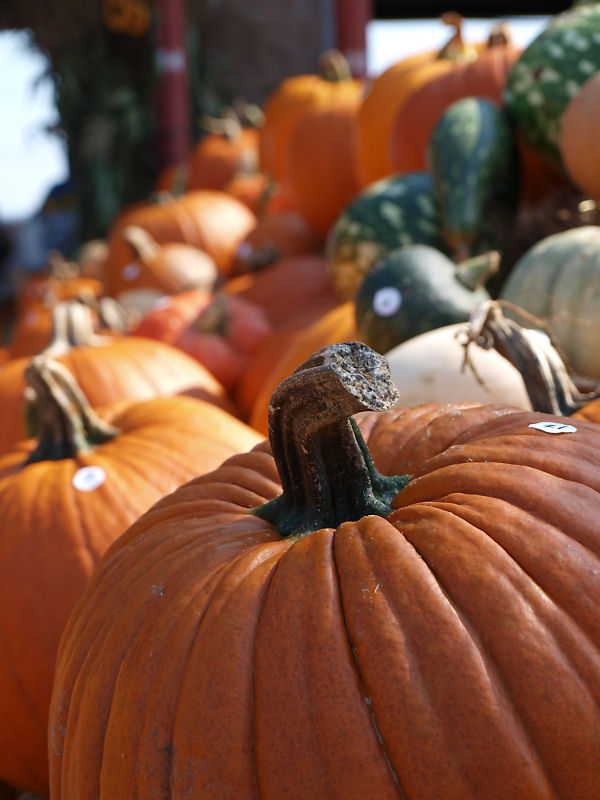
پایک کدو تنبل
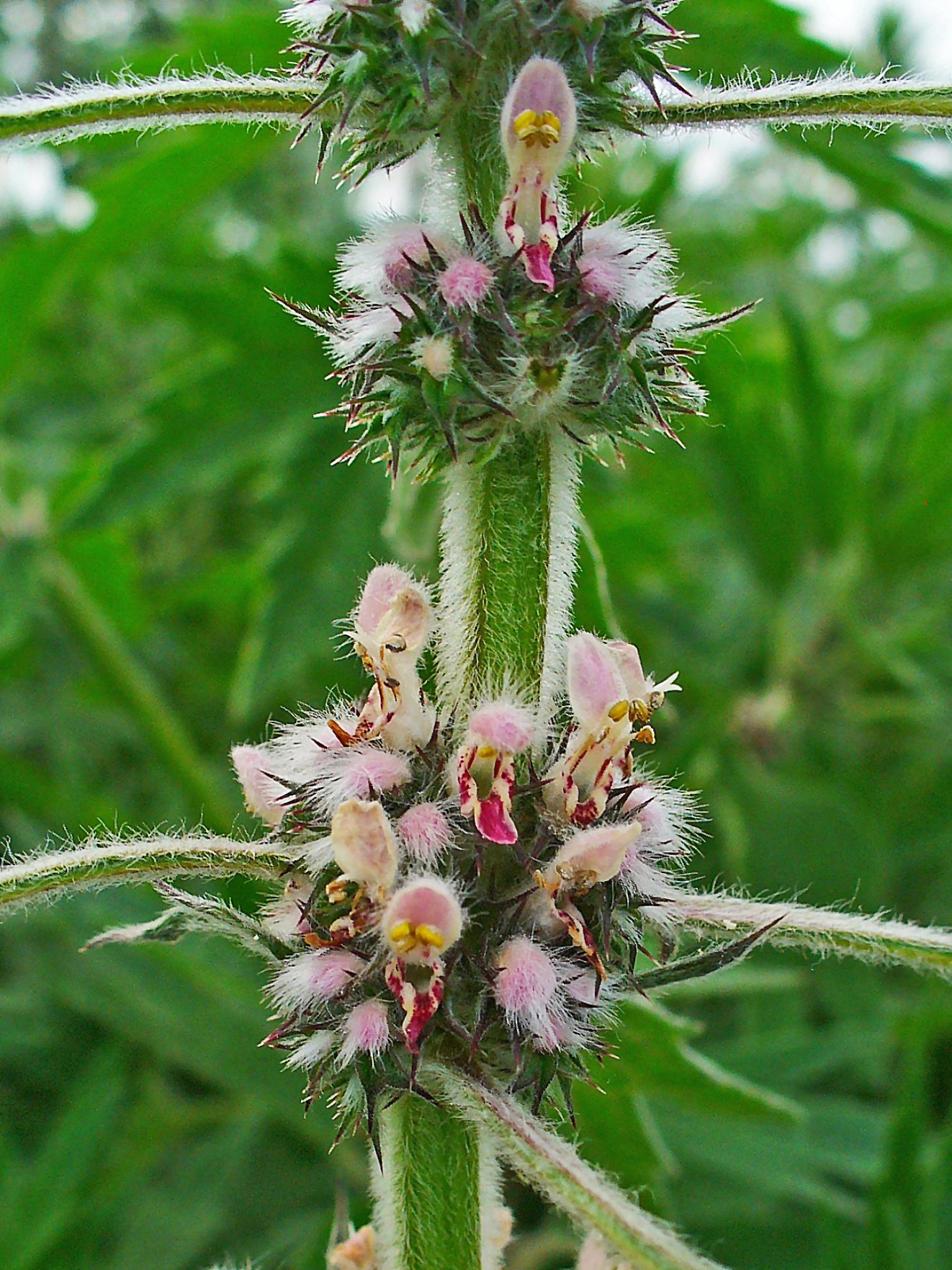
Sessile flowers
(بدون پایک: مستقیماً وصل به ساقه) دم شیر